# Бурдик Василь Миколайович
Василь Миколайович Бурдик (25 вересня 1945, Стави, Кагарлицький район, Київська область — 2 лютого 2009, Миколаїв) — український театральний актор, народний артист України.

## Життєпис
Народився 1945 року в селі Стави Кагарлицького району Київської області в сім'ї сільського вчителя.
З дитячих років брав участь у театральних постановках свого батька на сцені сільського будинку культури. Після закінчення школи поступав до Київського державного інституту театрального мистецтва імені І. Карпенка-Карого, проте невдало. Протягом двох років працював вчителем фізкультури в рідному селі, грав на сцені сільського клубу.
У 1965 році на запрошення режисера Анатолія Скибенка вступив до театральної студії Київського українського драматичного театру імені Івана Франка.
Після закінчення студії у 1967 році переїхав до Миколаєва. З 1 вересня того ж року — актор Миколаївського обласного українського музично-драматичного театру.
У 1980 році вступив на режисерський факультет Київського державного інституту театрального мистецтва імені І. Карпенка-Карого, який закінчив у 1985 році.
За роки творчої діяльності зіграв понад 500 різнопланових ролей у театрі. Викладав акторську майстерність, сценічний рух, читав лекції з історії театру в «Академії пані Куліси», студії, заснованій при Миколаївському українському театрі драми й музичної комедії.
У 2002 році переніс інфаркт міокарда. У 2006 році з нього було знято категорію «Майстер сцени», у 2007 році переведений на пів-ставки, а навесні 2008 року звільнений з театру.
Помер 2 лютого 2009 року.

## Провідні ролі
- Костянтин Ольшанський («Десант у безсмертя» А. Умеренкова);
- Парфентій Гречаний («Партизанська іскра» Б. Арова та М. Саєнка) — премія ЛКСМУ імені Миколи Островського;
- Антей («Оргія» Лесі Українки);
- Гирш («Для домашнього вогнища» І. Франка);
- Кайдаш («Кайдашева сім'я» І. Нечуй-Левицького);
- Ной («Ноєв ковчег» В. Босовича);
- Василь («Циганка Аза» М. Старицького);
- Сірко («За двома зайцями» М. Старицького);
- Дядько Тарас («Мина Мазайло» П. Куліша);
- Андрій Дудка («Голий президент» Д. Шевцова);
- Дон Алонсо («З коханням не жартують» П. Кальдерона).

## Нагороди і почесні звання
- Лауреат республіканської премії ЛКСМУ імені Миколи Островського — за роль Парфена Гречаного у спектаклі «Партизанська іскра»;
- Заслужений артист Української РСР (1983);
- Народний артист України (19.09.2002)[1].
- З 1992 по 2006 роки утримував категорію «Майстер сцени».